# Morsott
Morsott (em árabe: مرسط) é uma comuna localizada na província de Tébessa, Argélia. Sua população estimada em 2008 era de 17 238 habitantes.